# Anexión de Besarabia y el norte de Bucovina por la Unión Soviética
La anexión de Besarabia y el norte de Bucovina por la Unión Soviética fue la ocupación militar y posterior anexión de las regiones anteriormente en poder de Rumania en Besarabia, el norte de Bucovina y Hertsa por el Ejército Rojo soviético durante el 28 de junio y el 4 de julio de 1940. Las regiones fueron incorporados posteriormente a la Unión Soviética.
El gobierno soviético había planeado llevar a cabo la anexión mediante una invasión a gran escala, pero el gobierno rumano, en virtud de un ultimátum soviético emitido el 26 de junio, acordó retirarse de los territorios con el fin de evitar un conflicto militar. Alemania, que había reconocido el interés soviético en Besarabia en el Protocolo adicional secreto del Pacto Mólotov-Ribbentrop de 1939, tuvo conocimiento antes del ultimátum previsto el 24 de junio, pero no se había informado a las autoridades rumanas, ni estaban dispuestos a proporcionar apoyo. La caída de Francia, garante de las fronteras de Rumania, el 22 de junio se considera un factor importante en la decisión soviética de emitir los ultimátums.
El 2 de agosto de 1940, la República Socialista Soviética de Moldavia se proclamó como república constitutiva de la Unión Soviética, que abarcaba la mayor parte de Besarabia controlada por los soviéticos, así como la antigua República Autónoma Socialista Soviética de Moldavia en la orilla izquierda del río Dniéster. Las regiones habitadas por mayorías eslavas —Bucovina del Norte, la región de Jotín y el sur de Besarabia— se incluyeron en la República Socialista Soviética de Ucrania. El gobierno soviético inició una serie de campañas de persecución política, incluidos arrestos, deportaciones a campos de trabajos forzados y ejecuciones.
El 22 de junio de 1941, tropas rumanas y alemanas nazis recuperaron Besarabia durante la invasión del Eje de la Unión Soviética. Se estableció una administración militar y la población judía de la región o bien fue ejecutada en el acto o deportada a Transnistria, donde murieron muchas más personas. En agosto de 1944, durante la ofensiva soviética Jassy-Kishinev, el esfuerzo bélico del Eje en el Frente Oriental se derrumbó. Un golpe de Estado en Rumanía el 23 de agosto de 1944 hizo que el ejército rumano dejase de resistir el avance soviético y se uniese a la lucha contra la Alemania nazi. Las fuerzas soviéticas continuaron de Besarabia a Rumania, capturaron a la mayor parte de su ejército permanente como prisioneros de guerra y procedieron a la ocupación del país. El 12 de septiembre de 1944, Rumania firmó el armisticio de Moscú con los aliados. El Armisticio, así como el tratado de paz subsiguiente de 1947, confirmó la frontera soviético-rumana, la que era el 1 de enero de 1941.
Besarabia, el norte de Bucovina y Herța se mantuvieron como parte de la Unión Soviética hasta la disolución de este país en 1991, cuando se convirtió en parte de los nuevos Estados independientes de Moldavia y Ucrania. En su declaración de independencia del 27 de agosto de 1991, el gobierno de Moldavia condenó la creación de la República Socialista Soviética de Moldavia y declaró que se hizo en ausencia de todo fundamento jurídico real.

## Circunstancias de la ocupación

### Relaciones soviético-rumanas en el periodo de entreguerras
La cuestión de Besarabia era tanto política como de carácter nacional. Según el censo de 1897, Besarabia, en ese momento una guberniya del Imperio ruso, tenía una población de 47.6 % moldavos, 19.6 % ucranianos, 8 % rusos, 11.8 % judíos, 5.3 % búlgaros, 3.1 % alemanes de Besarabia y 2.9 % gagaúzos. Esto representaba una fuerte disminución de la proporción moldavos/rumanos en comparación con el censo de 1817, realizado poco después de que el Imperio ruso se anexionase Besarabia en 1812. Según los datos de ese censo, los moldavos y rumanos representaban el 86 % de la población. La disminución se debió a la colonización por las autoridades zaristas de habitantes de otras nacionalidades en el territorio de Besarabia.

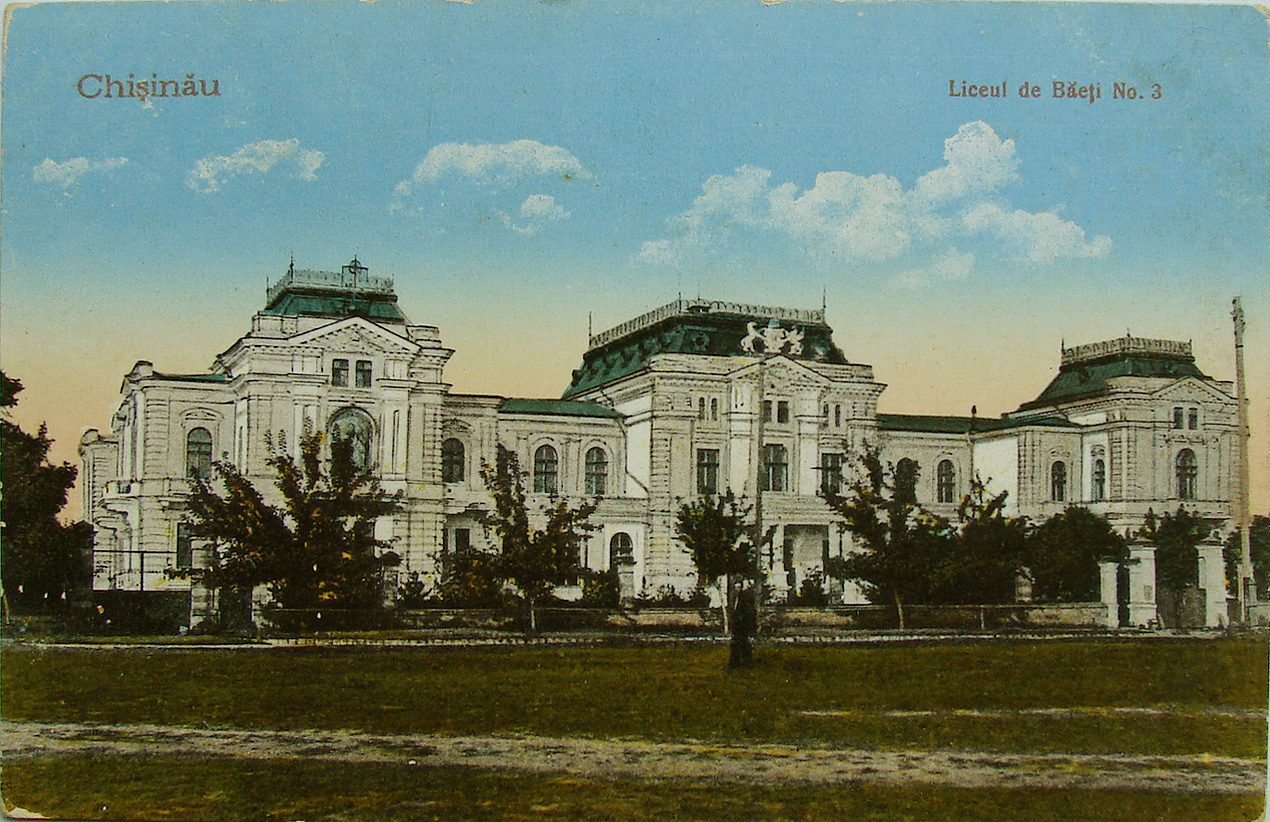
El Palacio del Consejo Nacional Sfatul Țării en Chișinău.

Durante la Revolución rusa de 1917, se formó en Besarabia un Consejo Nacional para administrar la provincia en la nueva situación política. El consejo, conocido localmente como Sfatul Țării, inició una serie de reformas nacionales y sociales y el 2/15 de diciembre de 1917 (dependiendo del calendario juliano o gregoriano) Besarabia declaró una república autónoma dentro de la República Democrática Federativa de Rusia. También se formó un consejo rival leal al Soviet de Petrogrado, el Rumcherod, y a finales de diciembre obtuvo el control de la capital, Chișinău, y se proclamó la única autoridad sobre Besarabia. Con el consentimiento de la Entente y, según la historiografía rumana, sobre la solicitud de Sfatul Țării, las tropas rumanas entraron en Besarabia a principios de enero y en febrero habían empujado a los soviéticos sobre el Dniéster. A pesar de las declaraciones posteriores del primer ministro rumano sobre que la ocupación militar se hizo con el consentimiento del gobierno de Besarabia, la intervención fue recibida con protestas por los lugareños, especialmente por Ion Inculeț, presidente del Sfatul Țării y Pantelimon Erhan, jefe provisional del ejecutivo moldavo. El ejecutivo incluso autorizó a la milicia de Moldavia mal organizada para resistir el avance de Rumania, aunque con poco éxito.
A raíz de la intervención, la Rusia soviética rompió relaciones diplomáticas con Rumania y confiscó el Tesoro rumano, en el momento en Moscú para su custodia. Para calmar la situación, los representantes de la Entente en Iași emitió una garantía de que la presencia del ejército rumano era solo una medida militar temporal para la estabilización del frente, sin mayores efectos en la vida política de la región. En enero de 1918, Ucrania declaró su independencia de Rusia, dejando Besarabia aislada físicamente del gobierno de Petrogrado y condujo a la declaración de independencia de la República Moldava el 24 de enero/5 de febrero. Algunos historiadores consideran que la declaración fue hecha bajo presión rumana. Después de varias protestas soviéticas, el 20 de febrero 20/5 de marzo, el primer ministro rumano, el general Alexandru Averescu, firmó un tratado con el representante soviético en Odesa, Christian Rakovski, que establecía que las tropas rumanas serían evacuados de Besarabia en los dos meses siguientes a cambio de la repatriación de prisioneros de guerra rumanos en poder de la Rumcherod. Después de que el Ejército Blanco obligase a los soviéticos a retirarse de Odesa y el Imperio alemán acordase la anexión de Besarabia rumana en un acuerdo secreto parte del Tratado de Paz de Buftea el 5/18 de marzo, la diplomacia rumana repudió el tratado, alegando que los soviéticos eran incapaces de cumplir con sus obligaciones.
El 27 de marzo/9 de abril de 1918, el Sfatul Țării votó por la unión de Besarabia a Rumania, condicionada a la realización de la reforma agraria. Hubo 86 votos a favor de la unión, tres votos en contra de la unión, 36 diputados se abstuvieron de votar y trece diputados estuvieron ausentes de la sesión. La votación es recordada como polémica por varios historiadores, incluidos rumanos como Cristina Petrescu y Sorin Alexandrescu. Según el historiador estadounidense Charles King, con las tropas rumanas ya en Chișinău, la aviación rumana se mantuvo dando vueltas por encima de la sala de reuniones y el primer ministro rumano esperando en el hall de entrada, muchos diputados de minorías optaron, simplemente, por no votar. El 18 de abril Gueorgui Chicherin, el comisario soviético de Asuntos Exteriores, envió una nota de protesta en contra de la incorporación de Besarabia a Rumania.
En agosto de 1916, la Entente y una Rumania neutral firmaron un convenio secreto que estipulaba que Rumania se unirá a la guerra contra las potencias centrales a cambio de varios territorios de Austria-Hungría, entre ellos, Bukovina. Durante la última parte de la Primera Guerra Mundial comenzaron a surgir movimientos nacionales de rumanos y ucranianos en la provincia, sin embargo, los dos movimientos tenían objetivos opuestos, ya que cada uno trataba de unir la provincia con su Estado nacional. Por lo tanto, el 25 de octubre de 1918, el Comité Nacional de Ucrania, ganando la ventaja en Czernowitz, declaró el norte de Bukovina —poblada por una mayoría ucraniana— parte de la República Popular de Ucrania Occidental. El 27 de octubre los rumanos hicieron lo mismo, proclamando a toda la región su unión con Rumania y llamando a las tropas rumanas. La intervención rumana estableció rápidamente la Asamblea rumana como la fuerza dominante, y el 28 de noviembre el Congreso de los rumanos, alemanes y polacos votaron a favor de unirse a Rumania. Los representantes de la población ucraniana y judía boicotearon el Congreso y la lucha entre las facciones étnicas continuaron durante varios meses.

Mapa de la Gran Rumania del periodo de entreguerras (1920-1940). Besarabia aparece a la derecha, en color naranja.

Durante la Guerra civil rusa, los gobiernos soviéticos de Ucrania y Rusia, impulsados por los disturbios en Besarabia debido a la ocupación rumana, emitieron un ultimátum conjunto a Rumania el 1 de mayo de 1919, exigiendo su retirada de Besarabia, y al día siguiente, Christian Rakovski, el presidente del gobierno soviético de Ucrania, emitió otro ultimátum exigiendo, también, la retirada de las tropas rumanas de Bukovina. El Ejército Rojo empujó a los rumanos al Dniéster e, incluso, logró aterrizar un destacamento en la orilla derecha, por lo que se proclamó una República Soviética de Besarabia. El ultimátum también se produjo en el contexto de la revolución húngara y los soviéticos tenían la esperanza de evitar una intervención rumana en Hungría. Una rebelión a gran escala en Ucrania impidió seguir avanzando a las fuerzas soviéticas. La Rusia soviética, y más tarde la Unión Soviética, continuaría con su política de no reconocimiento de la soberanía rumana sobre Besarabia, que consideraban territorio rumano ocupado hasta los acontecimientos de 1940.
Durante las negociaciones anteriores al Tratado de París, el representante de los Estados Unidos pidió un plebiscito a celebrarse en Besarabia para decidir su futuro, pero la propuesta fue rechazada por el jefe de la delegación de Rumania, Ion I. C. Brătianu, con la excusa de que ello permitiría la distribución de propaganda bolchevique en Besarabia y Rumania. También se pidió un plebiscito en la Conferencia de Paz por los bielorrusos, solo para ser rechazado de nuevo. Los soviéticos seguirían presionando para un plebiscito en la década siguiente, pero sería sistemáticamente rechazado por el gobierno rumano.
La soberanía rumana sobre Besarabia fue reconocida de iure por el Reino Unido, Francia, Italia y Japón, mediante la firma de un Tratado de Besarabia el 28 de octubre de 1920. La Rusia soviética y Ucrania notificaron sin demora a Rumania que no reconocían la validez del tratado y no se consideraban obligados por ella. En última instancia, Japón no ratificó el tratado y nunca entró en vigor, dejando a Rumania sin un acto internacional válido para justificar la posesión de Besarabia. Los Estados Unidos se negaron a discutir los cambios territoriales en el antiguo Imperio Ruso y sin la participación de un gobierno ruso. Por lo tanto, se negó a reconocer la incorporación de Besarabia a Rumania, y, a diferencia de su posición de reconocer la independencia de los Estados bálticos, insistió en que Besarabia era un territorio bajo ocupación militar rumano e incorporaba la cuota de emigración de Besarabia a la rusa en el año 1923. Una década después, en 1933, el gobierno estadounidense incluyó, tácitamente, la cuota de emigración de Besarabia a Rumania, un acto considerado como un reconocimiento de facto de la diplomacia rumana. Sin embargo, durante la Segunda Guerra Mundial, los Estados Unidos sostuvieron que nunca habían reconocido la unión de Besarabia a Rumania.
En 1924, tras el fracaso del levantamiento de Tatarbunary, el gobierno soviético creó una República Autónoma Socialista Soviética de Moldavia en la orilla izquierda del río Dniéster en la República Socialista Soviética de Ucrania. El gobierno rumano vio esto como una amenaza, una posible plataforma para una invasión comunista a Rumania. A lo largo de la década de 1920, Rumania se consideraba uno de los pilares de la política del "cordón sanitario" de la contención de la amenaza bolchevique y evitar las relaciones directas con la Unión Soviética.
El 27 de agosto de 1928, Rumania y la Unión Soviética firmaron y ratificaron el pacto Briand-Kellogg, por el que renuncian a la guerra como instrumento de política nacional. Como complemento a su adopción, la Unión Soviética firmó un protocolo que confirmaba la adhesión a los términos del pacto con sus vecinos occidentales: Estonia, Letonia, Polonia y Rumania el 9 de febrero de 1929. Al firmar el pacto, los signatarios acordaron condenar la guerra como recurso a la resolución de conflictos, al renunciar a ella como instrumento de política y que todos los conflictos y controversias se resolverían solo por medios pacíficos. El embajador soviético Maksim Litvínov dejó en claro que ni el pacto ni el protocolo significaban la renuncia de los derechos soviéticos en los "territorios ocupados por los rumanos". El 3 de julio de 1933 Rumanía y la Unión Soviética, entre otros, firmaron el Convenio de Londres para la definición de agresión, el artículo II, que define varias formas de agresión: "Se reconocerá como agresor a ese Estado que sea el primero en cometer una de las siguientes acciones: declaración de guerra a otro Estado; invasión de las fuerzas armadas del territorio de otro Estado, incluso sin una declaración de guerra (...)" y "consideraciones políticas, militares, económicas o de otro tipo no servirán de excusa o justificación para la agresión que se refiere el artículo II".
En enero de 1932 en Riga y en septiembre de 1932 en Ginebra, se llevaron a cabo las negociaciones soviético-rumanas de un tratado de no agresión y, el 9 de junio de 1934, se establecieron relaciones diplomáticas entre los dos países. El 21 de julio de 1936, Maxim Litvínov y Nicolae Titulescu, ministros de Asuntos Exteriores de la Unión Soviética y de Rumania, respectivamente, acordaron un borrador de un Pacto de Asistencia Mutua. Esto fue interpretado como un tratado de no agresión, que reconocería de facto la frontera soviético-rumana existente. El protocolo estipulaba que cualquier acción rumano-soviética común debe ser previamente aprobada por Francia. Al negociar con los soviéticos para este acuerdo, Titulescu fue muy criticado por la extrema derecha rumana. El protocolo debía ser firmado en septiembre de 1936, sin embargo, Titulescu fue despedido en agosto de 1936, lo que llevó a que el lado soviético declarase nulo el acuerdo alcanzado previamente y sin efecto. No se realizaron intentos de acercamiento político entre Rumanía y la Unión Soviética desde entonces. Por otra parte, en 1937 Litvínov y la prensa soviética revivieron la demanda latente sobre Besarabia.

### Pacto Mólotov-Ribbentrop
El 23 de agosto de 1939, la Unión Soviética y la Alemania nazi firmaron el Pacto Mólotov-Ribbentrop, un tratado de no agresión que contenía un Protocolo adicional secreto con mapas, en el que se dibuja una línea de demarcación a través de Europa del Este, dividiéndolo en zonas de interés soviético y alemán. Besarabia fue una de las regiones asignadas a la esfera soviética de interés por el Pacto. El artículo III de su protocolo secreto adicional declara:

En relación con el sudeste de Europa llama la atención al lado soviético su interés en Besarabia. La parte alemana declara su completo desinterés político en esta zona.

### Contexto internacional al comienzo de la Segunda Guerra Mundial

Devenir de los estados europeos durante la Segunda Guerra Mundial.

Segura tras la firma del pacto soviético de no injerencia, Alemania comenzó la Segunda Guerra Mundial una semana después con la invasión de Polonia por el oeste el 1 de septiembre de 1939. La Unión Soviética atacó a Polonia desde el este el 17 de septiembre y, el 28 de septiembre, Polonia cayó. El primer ministro rumano, Armand Călinescu, un fuerte defensor de Polonia en su conflicto con Alemania, fue asesinado el 21 de septiembre por elementos de la extrema derecha rumana con el apoyo nazi. Rumania se mantuvo formalmente neutral en el conflicto, pero con la ayuda de Polonia, proporcionando acceso a suministros militares aliadas desde el Mar Negro hasta la frontera polaca, y una ruta para el gobierno polaco y el ejército a retirarse después de la derrota. El gobierno polaco también prefirió una Rumania formalmente neutral porque aseguraba la seguridad de los bombardeos alemanes de suministros a través de territorio rumano.
El 30 de noviembre de 1939, tras el pacto Mólotov-Ribbentrop y la negativa de Finlandia a acceder a las demandas soviéticas, la Unión Soviética atacó Finlandia. La Guerra de Invierno que siguió duró hasta el 12 de marzo de 1940. Debido a una defensa hábil de los finlandeses, especialmente a lo largo de la línea Mannerheim, los soviéticos tenían que contentarse con el istmo de Carelia y la propia Carelia, con las ciudades de Viipuri y Sortavala, y también obtuvo el derecho a construir una base naval en la península de Hanko, al sudoeste de Helsinki.
El 2 de junio, Alemania informó al Gobierno rumano que, con el fin de recibir garantías territoriales, Rumania debía tener en cuenta las negociaciones con la Unión Soviética. Entre el 14 y 17 de junio de 1940, la Unión Soviética dio sendos ultimátums a Lituania, Estonia y Letonia y, cuando se cumpliesen estos ultimátums, utilizarían las bases para anexar estos territorios.
La rendición de Francia el 22 de junio y la posterior retirada británica de Europa dejaron sus garantías de asistencia a Rumania sin sentido.

## Desarrollo militar y político

### Preparativos soviéticos
Mediante las directivas OV/583 y OV/584 del Comisariado del Pueblo de Defensa, las unidades militares del Distrito Militar de Odesa fueron enviadas a la batalla en la primavera de 1940. Las concentraciones de tropas soviéticas a lo largo de la frontera rumana tuvieron lugar entre el 15 de abril y 10 de junio de 1940. Con el fin de coordinar los esfuerzos de los distritos militares de Kiev y Odesa en la preparación de la acción contra Rumania, el ejército soviético creó el Frente del Sur al mando del general Gueorgui Zhúkov, integrado por los ejércitos 5º, 9º y 12º. El Frente del Sur tenía 32 divisiones de infantería, dos divisiones de infantería motorizada, seis divisiones de caballería, once brigadas de tanques, tres brigadas de paracaidistas, 30 regimientos de artillería y unidades auxiliares más pequeñas.
Fueron concebidos dos planes de acción para el ataque. El primer plan fue preparado para el caso de que Rumania no aceptase evacuar Besarabia y Bucovina. El 12.º Ejército soviético atacó al sur por el río Prut hacia Iași, mientras que el 9.º Ejército soviético atacaba hacia el oeste, al sur de Chișinău hacia Huși. El objetivo de este plan era rodear a las tropas rumanas en la zona Bălți-Iași. El segundo plan tomó en consideración el caso de que Rumania estuviese de acuerdo a las demandas soviéticas y evacuase a los militares. En tal situación, a las tropas soviéticas se les dio la misión de alcanzar rápidamente el río Prut y supervisar la evacuación de las tropas rumanas. El primer plan se tomó como la acción por defecto. A lo largo de las partes de la frontera, donde se planeó la ofensiva que tendrá lugar, los soviéticos prepararon, al menos, una superioridad del triple de hombres y material.

### Ultimátum soviético

División de la Bucovina: al norte, el territorio que cedió Rumanía a la URSS; al sur, el que conservó.

El 26 de junio de 1940, a las 22:00, el Comisario del Pueblo de Exteriores soviético Viacheslav Mólotov presentó un ultimátum a Gheorghe Davidescu, el embajador rumano en Moscú, en el que la Unión Soviética exigió la evacuación de las fuerzas armadas y la administración rumana de Besarabia y el norte de Bucovina. Los soviéticos destacaron su sentido de urgencia: "Ahora, que la debilidad militar de la Unión Soviética es algo del pasado, y la situación internacional que se creó exige la rápida solución de los elementos heredados del pasado, con el fin de fijar la base de una paz sólida entre los países (...)". El ministro alemán de Asuntos Exteriores, Joachim von Ribbentrop fue informado por los soviéticos de su intención de enviar un ultimátum a Rumania sobre Besarabia y Bucovina, el 24 de junio de 1940. En la coordinación diplomática que siguió, Ribbentrop expresó principalmente la preocupación por el destino de los alemanes étnicos en estas dos provincias, alegando que el número de alemanes en Besarabia era de 100 000, y sugirió el río Prut como frontera en Bucovina. También señaló que Alemania tenía fuertes intereses económicos en el resto del territorio rumano. Los acontecimientos fueron parte de un contexto más amplio que los nazis y soviéticos acumularon en la Segunda Guerra Mundial.

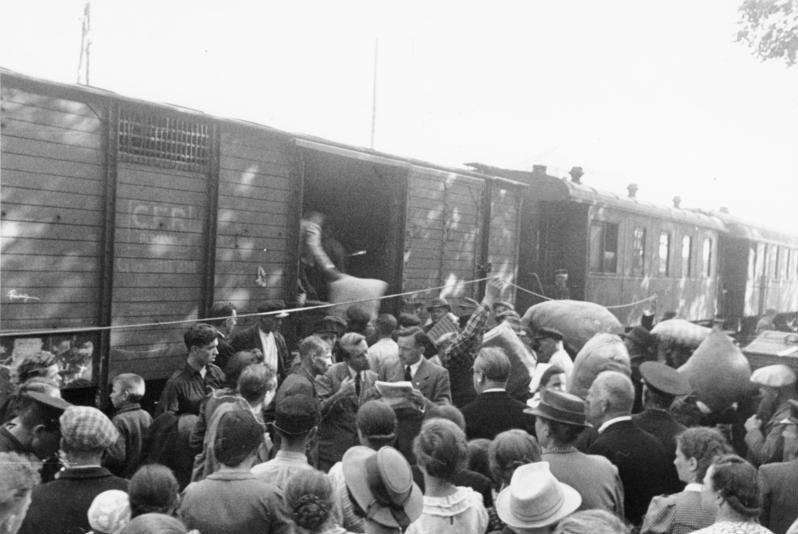
Alemanes de Besarabia son evacuados en tren hacia Galați en 1940.

El texto de la nota del ultimátum enviado a Rumania el 26 de junio de 1940 declaró incorrectamente y de manera premeditada que Besarabia estaba poblada principalmente por ucranianos: "[...] la unión desde hace siglos de Besarabia, poblada principalmente por ucranianos, con la República Soviética de Ucrania". El gobierno soviético exigió el norte de Bucovina como una "reparación menor para la enorme pérdida infligida a la Unión Soviética y la población de Besarabia por 22 años de reinado rumano sobre Besarabia", y porque su "[...] destino está vinculado principalmente con la Ucrania soviética por la comunidad de su destino histórico, y por la comunidad de la lengua y la composición étnica". Bucovina del Norte ha tenido algunas conexiones históricas con Galitzia, anexionada por la Unión Soviética en 1939, tras el efecto de la invasión de Polonia, en el sentido de que ambos eran parte de Austria-Hungría a partir de la segunda parte del siglo XVIII hasta 1918. Bucovina del Norte fue habitada por una compacta población ucraniana que superaba en número a los rumanos, mientras que Besarabia se considera que tiene una mayoría rumana, a pesar de que la mayor parte de la población ha adoptado una identidad "Moldava".

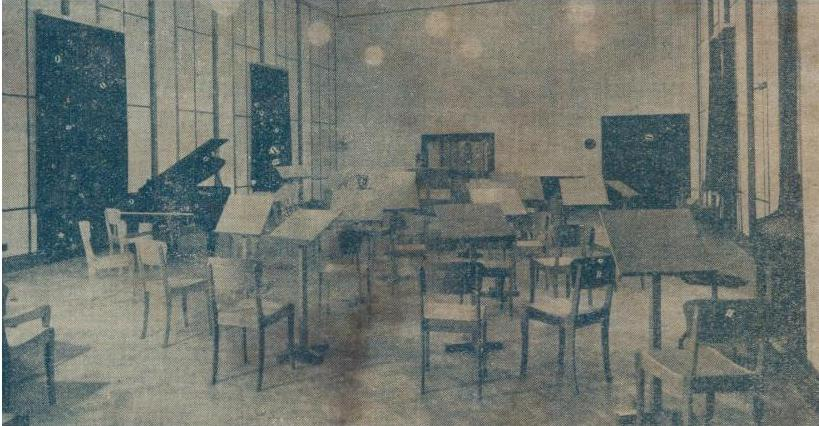
Sede de Radio Basarabia (actualmente Radio Moldova) en los primeros días de la ocupación.

El 27 de junio, durante las primeras horas, Carol II se reunió con el primer ministro Gheorghe Tătărescu y con Ion Gigurtu, el ministro de asuntos exteriores, tras lo cual se invitó a los embajadores de Italia y Alemania. El Rey comunicó su deseo de estar en contra de la Unión Soviética y pidió que sus países ejercieran influencia en Hungría y Bulgaria, con la esperanza de no declarar la guerra contra Rumania y recuperar tanto Transilvania como Dobruja. Afirmando que sería "en el nombre de la paz" adherirse a la demanda soviética, los embajadores instaron al rey a retirarse.
El mismo día, el gobierno rumano respondió, lo que sugiere que estaría de acuerdo con las "negociaciones inmediatas sobre una amplia gama de cuestiones". Un segundo ultimátum soviético siguió el 27 de junio y presentó un marco de tiempo específico, solicitando la evacuación del gobierno rumano de Besarabia y el norte de Bucovina en cuatro días.
En la mañana del 28 de junio de 1940, aconsejado insistentemente por Alemania e Italia, el gobierno rumano, dirigido por Gheorghe Tătărescu, bajo el gobierno semiautoritario del rey Carol II, acordó someterse a las demandas soviéticas. Sin explicaciones, las fuerzas soviéticas también ocuparon también la Región de Hertza, parte del viejo reino rumano, que no estaba ni en Besarabia ni en Bucovina.
La decisión de aceptar el ultimátum soviético y para iniciar un "retiro" (evitando el uso de la palabra «ceder») de Besarabia y el norte de Bucovina fue debatido por el Consejo de la Corona de Rumania en la noche del 27-28 de junio de 1940. El segundo resultado de la votación (decisivo), de acuerdo a la revista del rey Carol II, fue:
- Rechazaron el ultimátum: Ștefan Ciobanu, Silviu Dragomir, Victor Iamandi, Nicolae Iorga, Traian Pop, Ernest Urdăreanu
- Aceptaron el ultimátum: Petre Andrei, Constantin Anghelescu, Constantin Argetoianu, Ernest Ballif, Aurelian Bentoiu, Mircea Cancicov, Ioan Christu, Mitiță Constantinescu, Mihail Ghelmegeanu, Ion Gigurtu, Constantin C. Giurescu, Nicolae Hortolomei, Ioan Ilcuș (Ministro de Defensa), Ion Macovei, Gheorghe Mironescu, Radu Portocală, Mihai Ralea, Victor Slăvescu, Gheorghe Tătărescu (primer ministro), Florea Țenescu (jefe del Estado Mayor del Ejército)
- Abstenciones: Victor Antonescu.

Durante la misma noche, Carol II también convenció a Alexandru Vaida-Voevod para prestar juramento como ministro. Vaida-Voevod, junto con todo lo anterior, firmó la recomendación del Consejo Real final, en el que Carol II ordenó al Ejército a retirarse. No está claro si Vaida-Voevod participó en las deliberaciones y en el propio voto.

### Retirada de Rumania

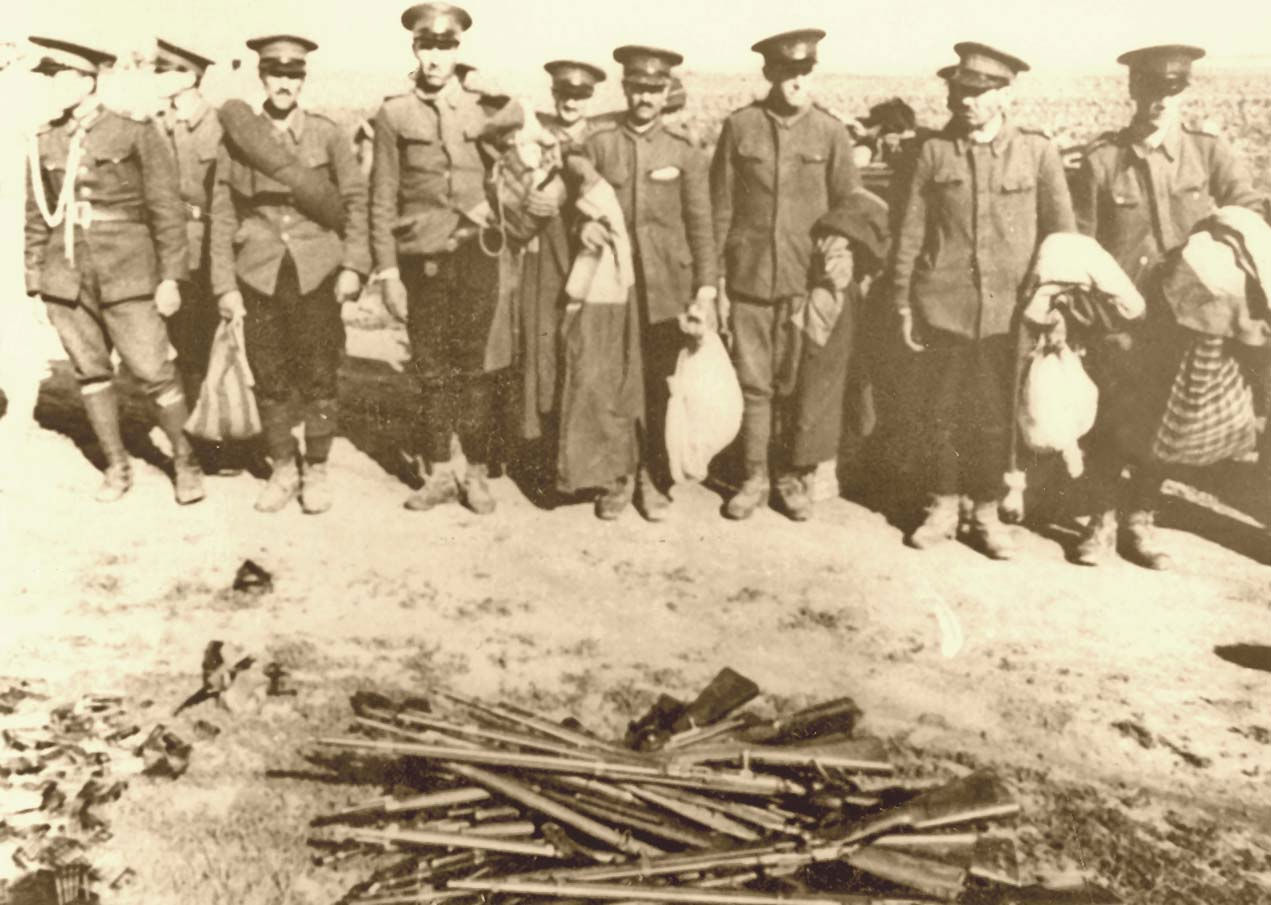
Desarme de soldados rumanos durante la ocupación de Besarabia.

El 28 de junio, a las 9:00 horas, el comunicado N.º 25 del Estado Mayor General del Ejército rumano anunció oficialmente el contenido del ultimátum a la población, su aceptación por parte del Gobierno rumano y la intención de evacuar al ejército y la administración al río Prut. A las 14:00 horas, tres ciudades claves —Chișinău, Cernăuți y Cetatea Albă— tenían que ser entregadas a los soviéticos. Las instalaciones y casamatas militares, construidos durante un período de 20 años para el caso de un ataque soviético, cedieron sin lucha, el ejército rumano se sometió a su mando bajo órdenes estrictas de no responder a las provocaciones.
De una población de 3,77 millones que vivían en los territorios ocupados por la Unión Soviética, de los cuales 2 078 000 (55 %) estaban contabilizados como rumanos étnicos por el censo rumano de 1930, 200 000 (de diferentes etnias) se convirtieron en refugiados y abandonaron Besarabia y el norte de Bucovina durante el intervalo del 28 de junio y el 2 de julio. La mayor parte de la población local, sin embargo, no estaba segura de qué esperar después y trató los acontecimientos con calma e inquietud.

### Incorporación de los territorios anexionados a la Unión Soviética
Como Rumania acordó satisfacer las demandas territoriales soviéticas, el segundo plan se puso en marcha en la mañana del 28 de junio. El 30 de junio, el Ejército Rojo llegó a la frontera a lo largo del río Prut. El 3 de julio la frontera estaba cerrada por completo en el lado soviético.

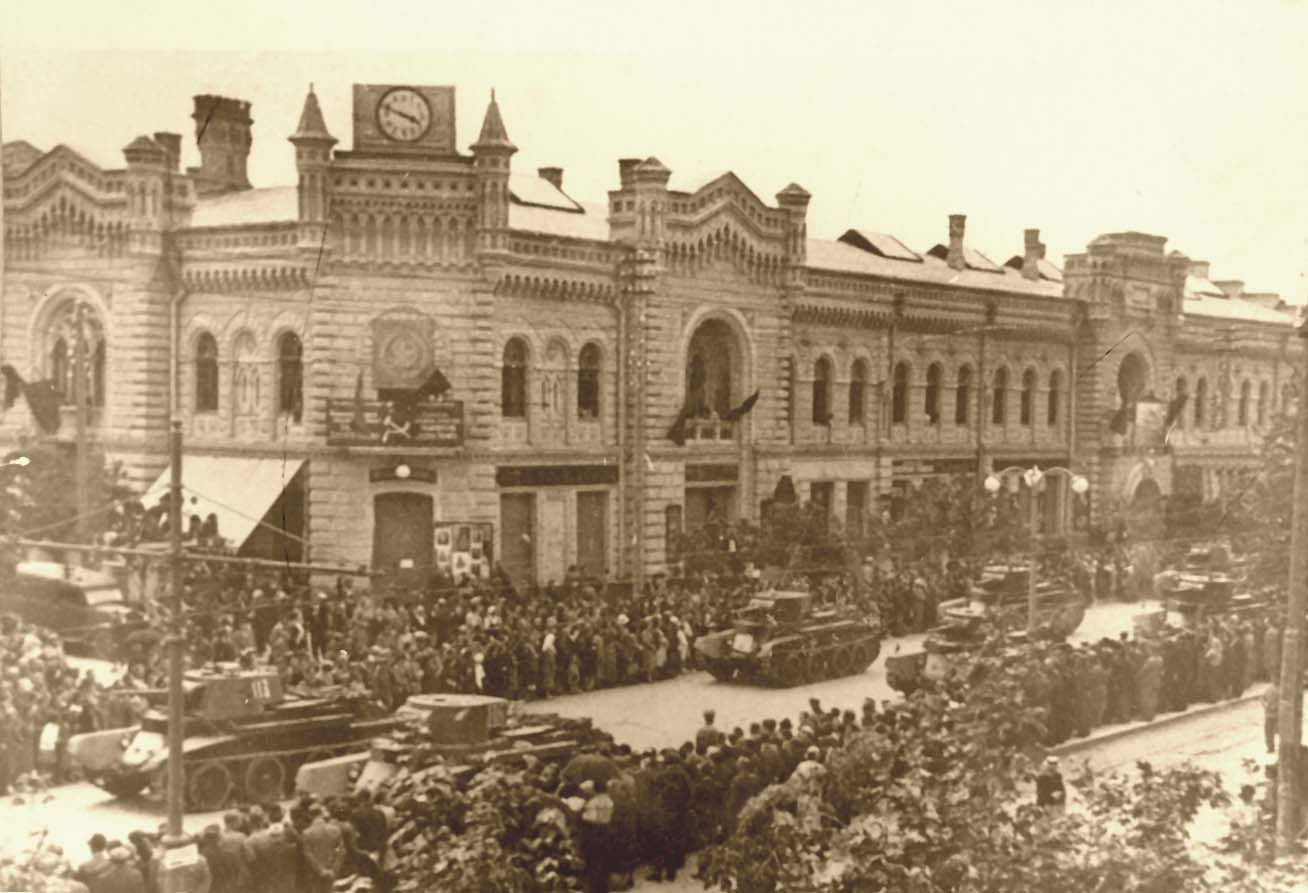
Desfile militar soviético en Chișinău (durante toda la época soviética conocida como Kishinev) el 4 de julio de 1940.

Un mes después de la ocupación militar, el 2 de agosto de 1940, la República Socialista Soviética de Moldavia se estableció en la parte principal del territorio anexionado, mientras que las porciones más pequeñas fueron dadas a la República Socialista Soviética de Ucrania, ambas repúblicas de la Unión Soviética. Seis condados de Besarabia y pequeñas porciones de los otros tres países, junto con partes de la República Autónoma Socialista Soviética de Moldavia (antes parte de la Ucrania soviética), que disuelto en esa ocasión, formaron la República Socialista Soviética de Moldavia, que se convirtió en una de las 15 repúblicas federadas de la Unión Soviética. La comisión gubernamental soviética encabezada por Nikita Jruschov, el jefe del Partido Comunista de la entonces República Socialista Soviética de Ucrania, asignó Bucovina del Norte, la región de Hertza y las partes más grandes los distritos de Jotín, Izmaíl y Cetatea Albă (hoy Bílhorod-Dnistrovskyi) a la RSS de Ucrania.
Durante 1940-1941, la persecución política de ciertas categorías de personas locales se transformó en detenciones, ejecuciones y deportaciones a las partes orientales de la Unión Soviética. Según Alexandru Usatiuc-Bulgăr, 32 433 personas recibieron una condena por motivos políticos, de las cuales 8 360 fueron condenadas a muerte o murieron durante los interrogatorios. Estas cifras no incluyen los fusilados en el acto que se negaron a huir en junio de 1940, por ejemplo, muchos de los funcionarios de la administración. Además, un gran número de personas fueron detenidas por el NKVD y desaparecieron. Hasta un millar de cadáveres fueron descubiertos después de la retirada de los soviéticos en 1941 en los sótanos, patios y pozos de la sede de la NKVD en los centros del condado, incluyendo 450 muertos en Chișinau, la mayoría de ellos sacerdotes, universitarios y profesores de la escuela secundaria, terratenientes, empresarios, funcionarios y empleados del ferrocarril.

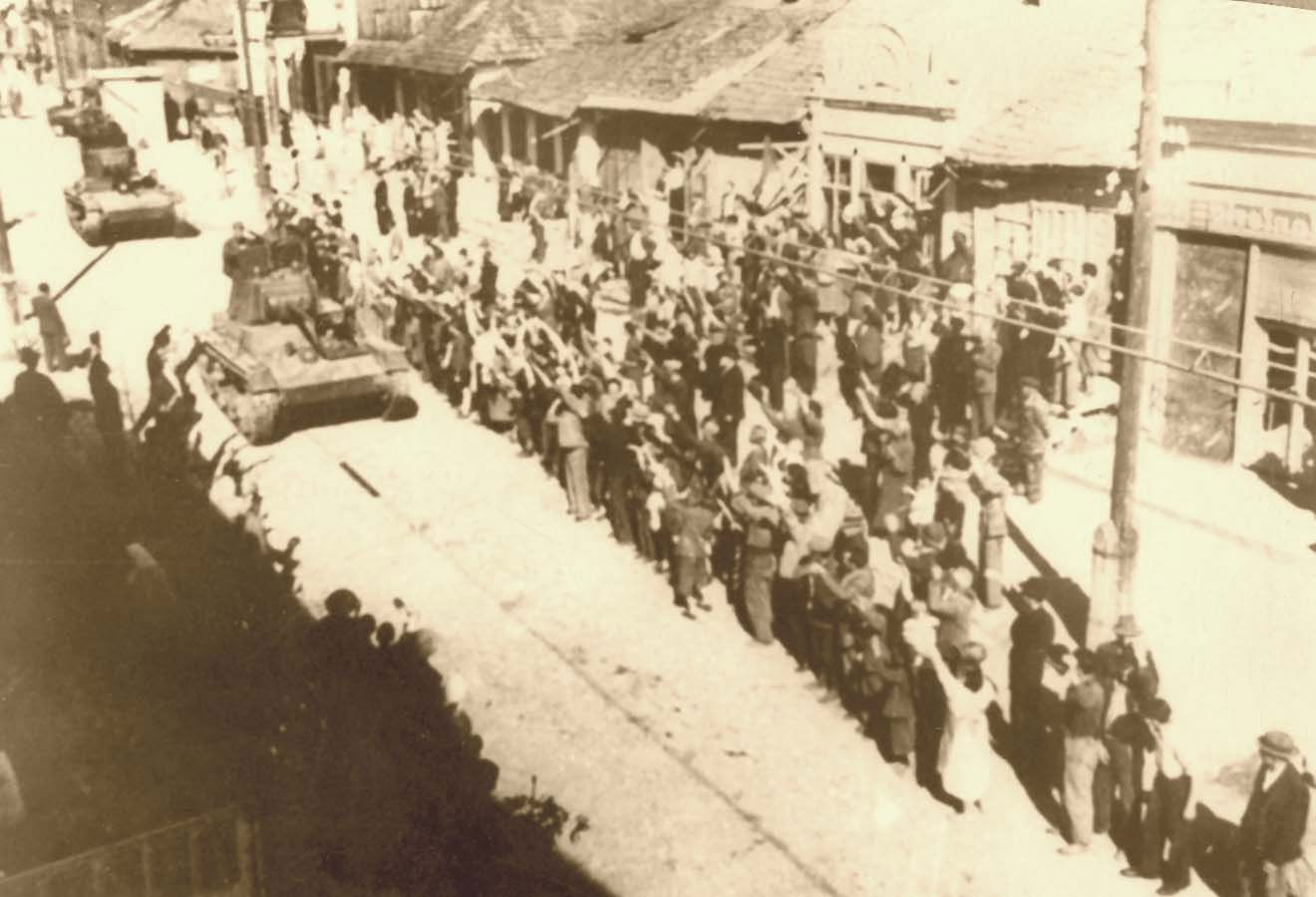
Los soviéticos son aclamados en su entrada en una localidad rural de Besarabia.

Se produjeron graves incidentes en el norte de Bucovina, donde los intentos de los locales por forzar la frontera hacia Rumania resultaron en el fuego indiscriminado de la guardia de fronteras soviéticas contra civiles desarmados. Esto dio lugar a verdaderas masacres, sobre todo en Fântâna Albă.
La instalación de la administración soviética también estuvo acompañada de importantes cambios en el ámbito económico, como la empresa privada, que estaba prohibida, y las empresas industriales que fueron expropiadas. Mediante la instauración de altas cuotas de productos agrícolas que cada propietario tenía que ofrecer sin tener que pagar al estado si la tierra se cultivaba y los pedidos frecuentes, los soviéticos obligaron a muchos campesinos a abandonar sus tierras y/o abstenerse de cultivar partes de la misma. Como resultado, la producción agrícola llegó a ser extremadamente baja. Se estableció un tipo de cambio artificial de 40 lei rumanos por 1 rublo soviético, que dio lugar a que los soldados soviéticos y los funcionarios que comprasen todo, desde las tiendas (generalmente propiedad de la comunidad judía local) a precios muy bajos en los dos primeros meses. Como no circulaban otros productos en el país, las tiendas rápidamente se vaciaron y cerraron, lo que provocó una situación desastrosa para el sector servicios de la economía.

## Consecuencias

### Reacción internacional
De todos los aliados en la región con los que Rumania tenía tratados con cláusulas militares, solo Turquía respondió que cumplía con sus obligaciones del tratado mediante el apoyo en caso de agresión militar soviética.
Según la revista Time del lunes 1 de julio de 1940:

Esta semana, los aviones rusos empezaron a hacer vuelos de reconocimiento sobre Besarabia. Luego se informó de enfrentamientos fronterizos a lo largo del río Dn[i]estr. Aunque el Ejército rumano hizo una demostración de resistencia para que conste, no tenían ninguna posibilidad de detener a los rusos sin ayuda, y Alemania ya había reconocido la reclamación de Rusia a Besarabia en acuerdos secretos el año pasado. Rumania había aceptado su destino en la nueva Europa que Hitler planea. También perderá Transilvania a Hungría y, probablemente, una parte de la Costa del Mar Negro de Bulgaria. (...) Rusia estaba preocupada por consolidar su propia posición en el este de la Europa de Hitler. En los talones de su ocupación de Estonia, Letonia y Lituania, los tres países establecieron gobiernos de izquierda que parecían peldaños para completar la sovietización. (...) Alemania tomó la ocupación con calma. La calma de Alemania fue, sin duda, real, ya que los acuerdos del año pasado dieron a Rusia vía libre en el Báltico, así como en Besarabia.

### Desarrollo político en Rumania

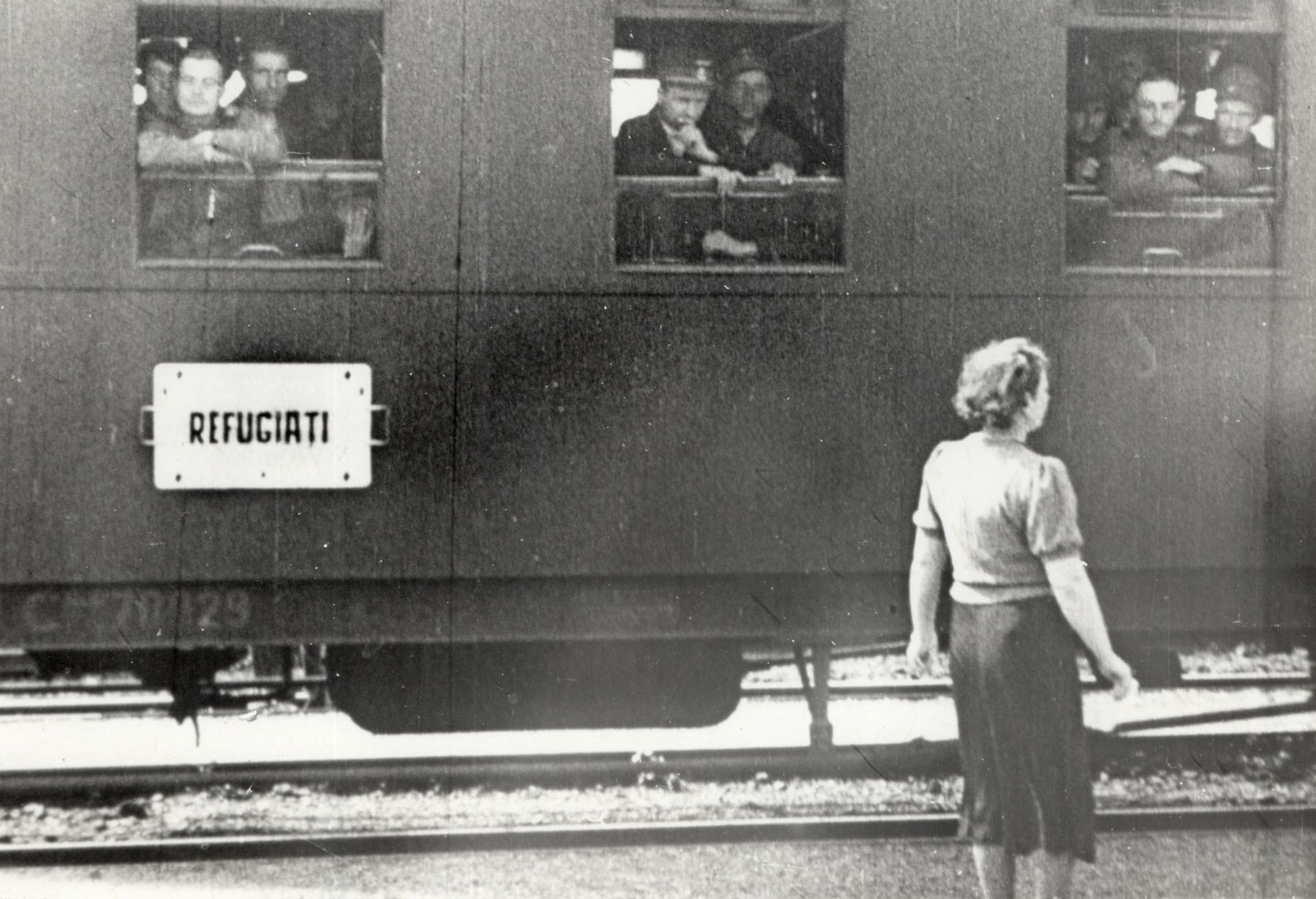
Tren de refugiados rumanos tras la ocupación.

Las concesiones territoriales de 1940 produjeron un profundo dolor y resentimiento entre los rumanos, y aceleró la caída de la popularidad del régimen liderado por el rey Carol II de Rumania. Tres días después de la anexión, Rumania renunció a la garantía anglo-francesa de 1939. Un nuevo gobierno de Ion Gigurtu prestó juramento el 5 de julio de 1940, que se retiró al país de la Liga de las Naciones (11 de julio de 1940), y anunció el deseo de unirse al bando del Eje (13 de julio de 1940). Una serie de medidas adoptadas por el primer ministro rumano Ion Gigurtu, incluida la persecución oficial de los judíos inspirada en las Leyes de Núremberg alemanas en julio y agosto de 1940, no pudo influir en Alemania a partir de la adjudicación del norte de Transilvania a Hungría en el Segundo arbitraje de Viena el 30 de agosto de 1940.
Esto condujo a un levantamiento próximo en el país. El 5 de septiembre, el rey Carol II propuso al general (más tarde mariscal) Ion Antonescu, el jefe del Ejército, formar un nuevo gobierno. El primer acto de Antonescu fue obligar al rey a abdicar (por cuarta y última vez) y huir de Rumania. Se formó un gobierno de alianza por Ion Antonescu con restos del Movimiento Legionario de la Guardia de Hierro (parcialmente destruido en 1938), un partido fascista antisemita, y tomó el poder el 6 de septiembre de 1940. Mihai, hijo de Carol II, le sucedió como rey de Rumania. El país fue declarado Estado Nacional Legionario. Entre octubre de 1940 y junio de 1941, alrededor de 550 000 tropas alemanas entraron en Rumania. En noviembre, Antonescu firmó el Pacto Tripartito (del eje), incluyendo a Rumania, militarmente, con Alemania, Italia y Japón. En enero de 1941, el Movimiento Legionario intentó un golpe de Estado, que fracasó, y dejó a Antonescu firmemente en el poder con la aprobación de Adolf Hitler. El régimen autoritario de Antonescu (1940-1944) no restauró los partidos políticos y la democracia electa, sino que solo cooptó a varias personas civiles en el gobierno.
En general, el deseo de recuperar los territorios perdidos fue el factor decisivo que llevó a la entrada de Rumania en la Segunda Guerra Mundial del lado del Eje contra la Unión Soviética.

### Recuperación rumana de Besarabia y administración en tiempo de guerra
El 22 de junio de 1941, Rumania participó, junto con Hungría e Italia, en el lado de las potencias del Eje en la invasión alemana de la Unión Soviética, con el fin de recuperar Besarabia y Bucovina. Esto se llevó a cabo el 26 de julio de 1941.
El rey Mihai de Rumania, su madre Elena, y Mihai Antonescu se unieron a la ceremonia de inauguración de la Torre de la Liberación monumental en Ghidighici, el 1 de noviembre de 1942.

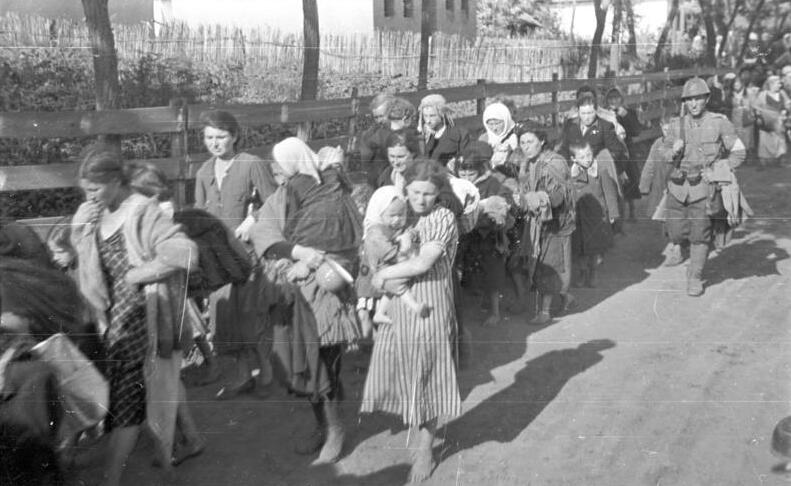
Un grupo de judíos de Transnistria son llevados a campos de concentración del régimen de Antonescu.

El 27 de julio de 1941, a pesar del desacuerdo de todos los partidos políticos, el dictador Ion Antonescu de Rumania ordenó al Ejército rumano que continuase la guerra hacia el este en territorio soviético para las batallas de Odesa, Crimea, Járkov, Stalingrado y el Cáucaso. Entre finales de 1941 y principios de 1944, Rumania ocupó y administró la región entre los ríos Dniéster y Bug Meridional conocida como Transnistria, y envió tropas de la expedición a diferentes áreas para apoyar el avance alemán en la Unión Soviética.

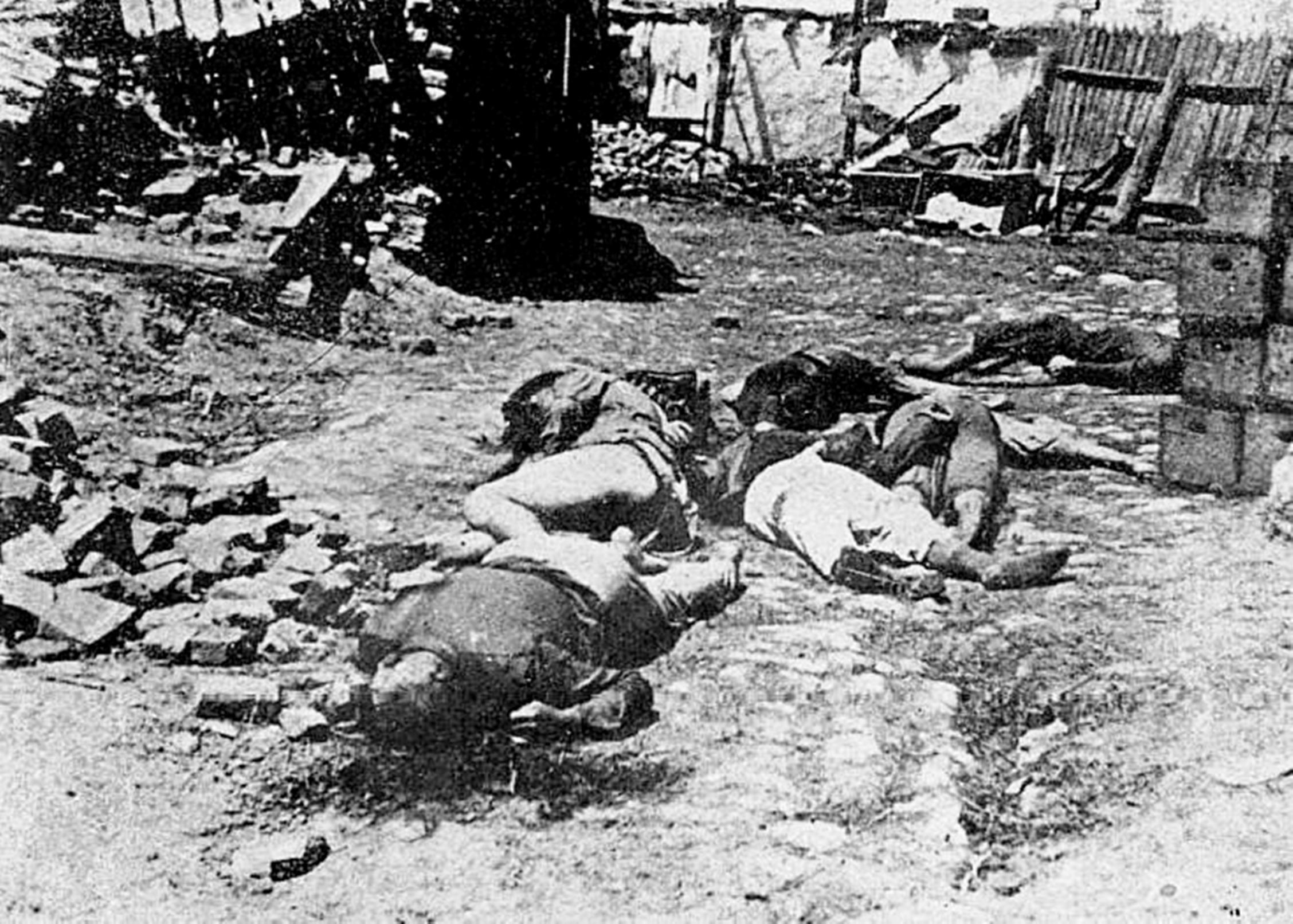
Matanza de un grupo de judíos rumanos por soldados rumanos entre las localidades de Bârzula (actualmente Kotovsk, en Ucrania) y Grozdovca.

La colaboración de un pequeño número de judíos políticamente involucrados con las autoridades de ocupación soviéticas en el verano de 1940 fue utilizado por el gobierno de Ion Antonescu como pretexto para deportar masivamente y/o matar a los judíos de Bucovina y Besarabia que no huyeron al interior de la Unión Soviética antes de que Rumania recuperase el territorio en julio de 1941. Un total de 136 546 judíos de estos territorios se reunieron rápidamente en guetos temporales y luego deportados a Transnistria; solo 52 397 de ellos todavía estaban vivos el 16 de septiembre de 1943, y solo 6 344 se sabe que regresaran sanos y salvos de la deportación en 1944. Además, otros 16 500 fueron enviados en agosto de 1941 sobre el Dniéster directamente en las manos del Einsatzkommando D antes de la deportación organizada, y se cree que murieron casi en su totalidad. Muchos otros miles fueron asesinados en el caótico mes de julio de 1941. Solo 16 000 judíos de las regiones de Besarabia, Bucovina y del condado Dorohoi (de 301 886 en el censo de 1930) sobrevivieron en estos territorios desde 1941 hasta 1944 sin ser deportados, la mayoría de ellos en Cernăuți, hasta 130 000 se convirtieron en refugiados en el interior de la Unión Soviética.
Las unidades de la gendarmería rumana (policía antidisturbios) durante la Segunda Guerra Mundial también participaron en la destrucción de 130 000 miembros de la comunidad judía en Transnistria.
En 1941-1944, muchos habitantes jóvenes de sexo masculino de Besarabia y el norte de Bucovina fueron reclutados en el Ejército rumano. De febrero a agosto de 1944, tuvieron lugar hostilidades en la región, ya que los rumanos trataron de mantener el territorio de ser invadido por la Unión Soviética. En total, durante la Segunda Guerra Mundial, el Ejército rumano perdió 475 070 personas en el Frente del Este, de los cuales 245 388 fueron muertos en acción, desaparecieron o murieron en los hospitales o en circunstancias no bélicas y 229 682 (de acuerdo con documentos de archivo soviéticos) fueron hechos prisioneros de guerra por el Ejército Rojo. De estos últimos, 187 367 fueron contados como prisioneros de guerra en campamentos rumanos del NKVD (el 22 de abril de 1956, 54 612 fueron contados como muertos en cautiverio, y 132 755 como recién liberados), 27 800 fueron contados como rumanos liberados por tropas del frente del ejército soviético, mientras que 14 515 moldavos liberados por tropas del frente del ejército soviético.

### Restauración de la administración soviética

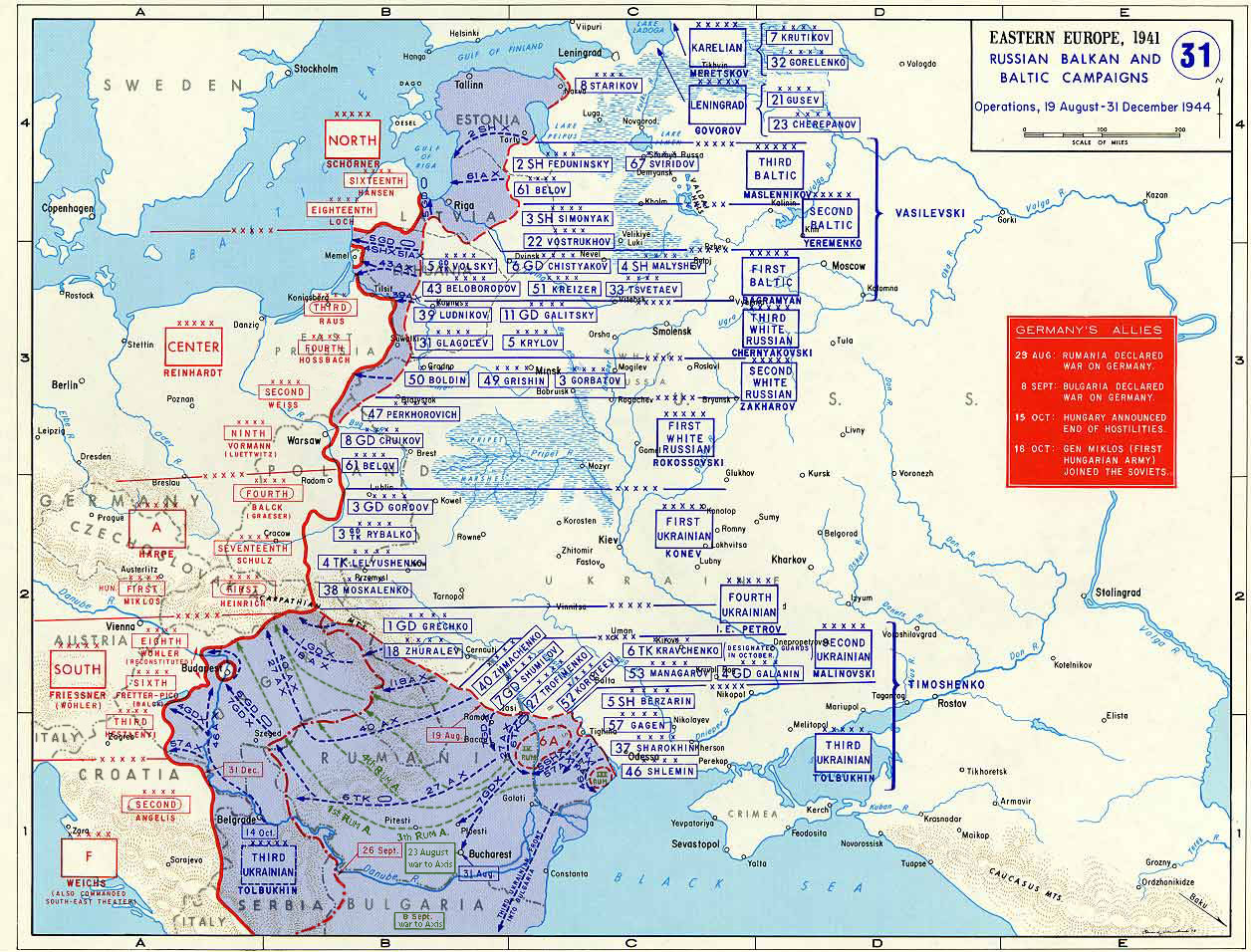
Operaciones soviéticas desde el 19 de agosto hasta el 31 de diciembre de 1944.

Durante la primera parte de 1944, la Unión Soviética se hizo gradualmente con el territorio a través de las Ofensiva del Dniéper-Cárpatos y posteriormente de la   2.ª Ofensiva de Jassy-Kishinev. El 23 de agosto de 1944, con las tropas soviéticas avanzando y el Frente del Este cayendo en territorio de Rumania, un golpe de Estado liderado por el rey Miguel y con el apoyo de políticos de la oposición y el ejército, derrocaba la dictadura de Antonescu, cesando las acciones militares en contra de los aliados, y más tarde poniendo al maltratado ejército rumano de su parte. En los días inmediatamente posteriores al golpe de Estado, como la acción de Rumania fue unilateral y sin tregua acordada con las potencias aliadas, el Ejército Rojo siguió tratando a las tropas rumanas como combatientes enemigos, mientras que, en la confusión, las tropas rumanas no se oponían a ellos. Como consecuencia, los soviéticos tomaron un gran número de tropas rumanas como prisioneros de guerra con poca o ninguna oposición. Algunos de los prisioneros eran nacidos en Besarabia. Miguel accedió a los términos soviéticos y Rumania fue ocupada por el ejército soviético.
De agosto de 1944 a mayo de 1945, alrededor de 300 000 personas fueron reclutadas por el ejército soviético de Besarabia y el norte de Bucovina, y fueron enviados a luchar contra Alemania en Lituania, Prusia oriental, Polonia y Checoslovaquia. Unas 100 000 personas murieron, mientras que otras 100 000 resultaron heridas.
En 1947, en el marco de los Tratados de Paz de París, Rumanía y la Unión Soviética firmaron un tratado de límites, lo que confirma la frontera fijada en 1940. Varias islas deshabitadas adicionales en el Delta del Danubio, así como la Isla de las Serpientes, no fueron mencionadas en del Tratado, pero se transfirieron de la Rumania comunista a la Unión Soviética en 1948.

## Repercusión cultural y social

### Movimientos populares

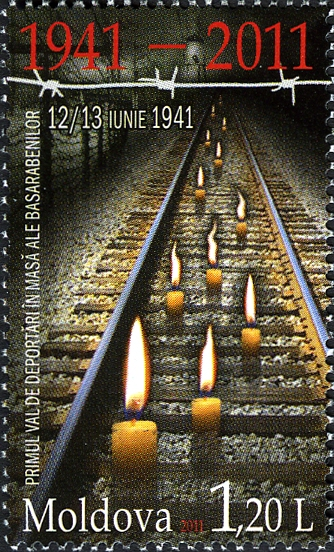
Sello moldavo que conmemora el 70 aniversario de las deportaciones en masa en Besarabia.

Durante la ocupación soviética en 1940, los alemanes de Besarabia (82 000) y los alemanes de Bucovina (40 000-45 000) fueron repatriados a Alemania, a petición del gobierno de Hitler. Algunos de ellos se establecieron por la fuerza por los nazis en la Polonia ocupada por los alemanes (que preferían regiones alemanas propias) y tuvieron que mudarse de nuevo en 1944-1945. Las personas afectadas por el reasentamiento no fueron perseguidas, pero se les dio otra opción de permanecer o vivir, y tuvo que cambiar toda su vida en cuestión de semanas o incluso días.
Mientras que unas 200 000 personas huyeron de Besarabia y el norte de Bucovina al resto de Rumania el 28 de junio de 1940 y en los siguientes días, la mayoría de ellos regresaron después en 1941. Sin embargo, frente al avance de las tropas soviéticas en 1944, y por temor a la represión política o deportaciones, varios cientos de miles de personas se trasladaron hacia el oeste al territorio restante de Rumania.

### Deportaciones y represión política
Las deportaciones de los locales por motivos de pertenencia a la intelligentsia o a los kuláks, o por tener ideas nacionalistas antisoviéticas, se produjeron casi a diario a lo largo de 1940-41 y 1944-50, y con menos frecuencia entre 1950-1956. Estas deportaciones tocaron a todos los grupos étnicos locales: rumanos, ucranianos, rusos, judíos, búlgaros o gagauzos. Las deportaciones importantes ocurrieron en tres ocasiones distintas: según Alexandru Usatiuc-Bulgăr, 29 839 personas fueron deportadas a Siberia el 13 de junio de 1941. En total, en el primer año de la ocupación soviética, no menos de 86 604 personas de Besarabia, el norte de Bucovina y la región de Hertsa fueron arrestadas y deportadas. Este número está cercano al calculado por los historiadores rusos tras los documentos de los archivos de Moscú, de alrededor de 90 000 personas detenidas, arrestadas y deportadas en el primer año de la ocupación soviética. Los arrestos continuaron incluso después del 22 de junio de 1941. Muy por encima de la mitad de ellos fueron deportados de la RSS de Moldavia, el resto de la región de Chernivtsí y el óblast de Izmaíl de la RSS de Ucrania, que fueron creados en 1940.
A pesar de que no señalar a los rumanos como grupo étnico, sino más bien la sociedad civil presoviética como una clase política, la anexión soviética resultó en un represión desproporcionada. Según los cálculos de Rudolph Rummel, entre 1940 y 1941, entre 200 000 y 300 000 besarabios rumanos fueron perseguidos, reclutados en campos de trabajos forzados o deportados con toda la familia, de los cuales de 18 000 a 57 000 fueron asesinados. Estas políticas dirigidas principalmente las antiguas elites de la administración rumana de entreguerras en Besarabia y Bucovina, que no abandonaron Rumania en 1940, entre ellos exprofesores, médicos, clérigos, abogados, policías y soldados, grandes terratenientes (nobleza y kuláks), miembros de partidos políticos (incluidos los exmiembros del clandestino Partido Comunista de Rumania). Sin embargo, no se restringieron a rumanos étnicos, como muchos miles de ucranianos étnicos, rusos o judíos que habitabaron la región antes de 1940 que también fueron deportados en masa, junto con los rumanos locales, por motivos sociales y políticos.

### Persecución religiosa
Después de la instalación de la administración soviética, la vida religiosa en Besarabia y Bucovina del Norte sufrió una persecución similar a la de Rusia entre las dos guerras mundiales. En los primeros días de la ocupación, ciertos grupos de población acogieron con satisfacción el poder soviético y, algunos de ellos, se unieron a la nomenklatura soviética de reciente creación, incluyendo el NKVD, la policía política soviética. Este último utilizó a locales para encontrar y arrestar a numerosos sacerdotes. Otros sacerdotes fueron detenidos e interrogados por el NKVD soviético en sí, y luego deportados al interior de la Unión Soviética y asesinados. La investigación sobre este tema se encuentra aún en una fase temprana. A partir de 2007, la iglesia ortodoxa ha concedido el martirio de cerca de 50 clérigos que murieron en el primer año del régimen soviético (1940-1941).

## Legado
En la historiografía soviética, la cadena de acontecimientos que llevaron a la creación de la RSS de Moldavia fue descrito como una "liberación del pueblo moldavo de una ocupación de 22 años de edad por la Rumania boyarda". Durante 1940-1989, las autoridades soviéticas promovieron los acontecimientos del 28 de junio de 1940 como una "liberación", y el mismo día fue festivo en la República Socialista Soviética de Moldavia.
Sin embargo, en 2010, el analista político ruso Leonid Mlechin declaró que el término «ocupación» no es adecuado, pero que "es, más bien, la anexión de una parte del territorio de Rumania".
Entre el 26 y 28 de junio de 1991, tuvo lugar en Chișinău la conferencia "Pacto Mólotov-Ribbentrop y sus consecuencias para Besarabia", con la participación de historiadores de la talla de Nicholas Dima, Kurt Treptow, Dennis Diletant, Michael Mikelson, Stephen Bowers, Lowry Wymann, Michael Bruchis, además de historiadores moldavos, soviéticos y rumanos. Se adoptó una declaración de Chișinău informal, según la cual el Pacto y su Protocolo Adicional Secreto "constituyeron el apogeo de la colaboración entre la Unión Soviética y la Alemania nazi, y después de estos acuerdos, Besarabia y el norte de Bucovina fueron ocupadas por el ejército soviético el 28 de junio de 1940, como resultado de las notas de ultimátum dirigidas al gobierno rumano". Estos actos tuvieron la característica de una "manifestación de la política imperialista de anexión y dictados, una agresión descarada contra la soberanía (...) de los estados vecinos, miembros de la Sociedad de Naciones. La agresión estalinista constituye una violación grave de la normas legales de conducta de los Estados en las relaciones internacionales, de las obligaciones que han contraído en virtud del Pacto Briand-Kellogg de 1928, y en el marco del Convenio de Londres sobre la definición del Agresor de 1933". La declaración señaló que "el Pacto y el Protocolo Adicional Secreto son jurídicamente nulo ab initio, y sus consecuencias deben ser eliminadas". Para este último, se pidió "soluciones políticas que conduzcan a la eliminación de las injusticias y los abusos cometidos por medio de la utilización de la fuerza, dictados y anexiones,... [soluciones] en pleno consenso con los principios del Acta Final de Helsinki [de 1975] y la Carta de París [de 1990] para una nueva Europa".
El 28 de junio de 1991, el Senado de los Estados Unidos aprobó una resolución apoyada por los senadores Jesse Helms y Larry Pressler, los miembros del Comité del Senado de los Estados Unidos de Relaciones Exteriores, que recomienda al Gobierno estadounidense:
- "1. Apoyar el derecho a la libre determinación del pueblo de Moldavia y Bucovina del Norte, ocupada por los soviéticos, y para elaborar una decisión en este sentido;
- "2. Apoyar los futuros esfuerzos del Gobierno de Moldavia a negociar, si así lo desea, una reunificación pacífica de Moldavia y Bucovina del norte con Rumania, según lo establecido en el Tratado de París (1920), respetando las normas existentes del derecho internacional y el principio 1º de la Ley de Helsinki".

En los capítulos de esta resolución del Senado afirmó, entre otras cosas, que "(...) Las fuerzas armadas de la Unión Soviética invadieron el Reino de Rumania y ocuparon el este de Moldavia, Bucovina del Norte y la región de Hertsa. (... ) La anexión fue preparada de antemano en un acuerdo secreto para un tratado de no agresión firmado por los Gobiernos de la Unión Soviética y el Reich alemán el 23 de agosto de 1939. (...) Entre 1940 y 1953 cientos de miles de rumanos de Moldavia y el norte de Bucovina fueron deportados por la Unión Soviética a Asia central y Siberia (...)".
Mihai Ghimpu, presidente interino de Moldavia en 2010 decretó el 28 de junio de 1940 como el Día de la Ocupación Soviética. La medida fue recibida con desaprobación y pidieron la revocación del decreto dentro de la coalición gobernante, así como la renuncia de Ghimpu entre los partidos de la oposición. Dorin Chirtoacă, alcalde de Chișinău y miembro del mismo partido que Ghimpu, ordenó la erección de un monumento de piedra en la Plaza de la Asamblea Nacional, frente al edificio del Parlamento, donde solía estar el monumento de Lenin. Los miembros de las coaliciones argumentaron que no ha llegado el momento de tal decreto y que solo ayudaría a los comunistas a ganar más votos. La Academia de Ciencias de Moldavia declaró que "en vista de los desacuerdos con respecto al 28 de junio de 1940 [...] debemos tomar medidas e informar a la opinión pública acerca de las opiniones de la comunidad académica". La Academia declaró que: "los documentos de archivo y la investigación histórica de expertos internacionales muestran que la anexión de Besarabia y Bucovina del Norte fue diseñada y construida por el mando soviético como una ocupación militar de los territorios. La Ordenanza del Presidente interino Michael Ghimpu refleja, en principio, la verdad histórica".
El 30 de junio de 2010, el primer Consejo de Ministros de Vlad Filat decidió crear el Museo de las Víctimas del Comunismo y el propio Vlad Filat inauguró el museo el 6 de julio de 2010.